# Аутсорсинг
Аутсорсинг (на английски: outsourcing, от outside resourcing – наемане на човешки ресурси извън компанията/страната), неточно превеждано като износ на производство и имащо значение по-скоро на „внос на производство“, е корпоративен термин от английски език, станал международен. В България и в практиката понякога е популярен и аналогичният термин „прехвърляне на дейности“ и „изнасяне на услуги“.
Описва концепция за заместване на вътрешни функции на дадена компания чрез ползване на външна компания. Организацията, към която се изнася дейността, се нарича дестинация на производствения износ (outsource destination).
Частен случай е работата на ишлеме, при която външно предприятие произвежда определена продукция с материали на компанията възложител.
Може да се разглежда като производствен износ, който добива огромна популярност в резултат на глобализационните процеси. Основна дестинация е Далечният изток. Когато изнасянето става в чужбина, се използва понятието задграничен аутсорсинг (или офшорен аутсорсинг).
Сред причините широко да се практикува аутсорсинг най-често срещаните са:
- освобождаване на ресурси на компанията за основните ѝ дейности
- повишаване на производителността и/или качеството
- прехвърляне на определени рискове
- използване на външни компетенции
- спестяване на финансови средства

## Ефекти
Управленски процеси
Голямата физическа дистанция между по-високите нива на управление и служителите от производствените нива много често изисква промяна в управленските методи, тъй като проверките и обратната връзка невинаги са толкова преки и чести както при вътрешните процеси. Това често предпоставя внедряване на нови комуникационни методи като IP телефония, чат програми, нови системи за управление на времето, както и нови инструменти за оценка на разходите и графиците.
Оценка на услугите
Оценка на услугите се измерва най-добре чрез въпросници за удовлетвореността на клиентите, които са подготвени така, че да отразят тяхното обективно мнение.
Езикови умения
В сферата на колцентровете се смята, че обслужването на крайния посетител е с по-ниско качество, когато услугата е аутсорсната. Това се засилва, когато аутсорсинг услугата се предоставя от компания, която се намира в региона, чийто език и култура са различни.
Чуждестранните служители в колцентрове обикновено имат различен акцент, употреба на думи и фразеология, което може да попречи на разбирането. Визуалните сигнали липсват при телефонен разговор и това може да доведе до неразбиране и проблеми.
Квалификация
В сферата на инженерството съществува дебат относно броя на инженерите, които идват от големи икономики като САЩ, Индия и Китай. Спорът се върти около определението за инженер и техния брой. Най-близките съотносими цифри, които се отнасят за завършващите в тази специалност всяка година, са 351 537 за Китай, 137 437 за САЩ и 112 000 за Индия.
Сигурност
Преди да започне да се занимава с аутсорсинг, всяка компания трябва да поеме отговорността за действията на целия си персонал. Когато същите тези хора са препратени към компанията, която аутсорсва, обикновено не е нужно дори да сменят мястото си. Но техният правен статут се променя. Тези служители вече не са пряко наети от и отговорни пред организацията. Това създава редица проблеми, свързани с правни закони, тяхното спазване и поверителност, които се разглеждат в договора между клиента и доставчиците. Това е една от най-сложните сфери в аутсорсинга и затова понякога се прибягва до услугите на трето лице, който играе ролята на съветник.
Измамата е специфичен проблем, свързан с поверителността, но също е и престъпление, независимо от това дали е извършена от служителите на клиента или на доставчика.

### Инсорсинг
Аутсорсингът преминава през множество модификации. Някои договори за аутсорсинг са изцяло или частично ревизирани, като се посочва невъзможността да се изпълни стратегията, загуба на прозрачност и контрол, грешни договорни модели, липса на конкуренция, скрити разходи, и т.н. Много компании вече използват по-специфично изготвени модели, при които се използват различни аутсорсинг компании и важни части от процеса, които преди са били аутсорснати, сега се връщат обратно в компанията. Инсорсингът се счита за средство, което осигурява контрол, спазване на правилата и конкурента диференциация чрез вертикална интеграция или услуги, които се споделят във фирмата.
Освен това терминът аутсорсинг много често се използва по различен начин, заради което се обърква значението му. Например разработването на софтуер на глобално ниво, което предполага работа на хора от цял свят, не може да се нарече аутсорсинг. Тези проекти не са нито инсорснати, нито оутсорснати, а се намират някъде между двете понятия. Често процесът се нарича отдалечен инсорсинг. Софтуерът се разработва едновременно от хора, намиращи се в различни държави, но те работят на обща глобална платформа, която позволява физически отдалечени специалисти да работят заедно.

### Работна ръка
От гледна точка на работната ръка, аутсорсингът би могъл да се възприеме като нова заплаха, която да доведе до несигурността на работника и рефлектира процеса на глобализация като цяло, както и на икономическа поларизация.
На 26 юни 2009 г. Джеф Иммелт, собственикът на Дженерал Електрик, призовава САЩ да увеличи заетостта в производството до 20% от работната ръка. Той също изказва мнение, че САЩ е изнесла твърде много работа и не би могла да разчита на потребителите да увеличават търсенето си.

### Правителство
Западните правителства биха могли да направят опити да компенсират работниците, които са засегнати от аутсорсинга, чрез различни правни нормативи. В Европа Директивата за придобитите права е насочена към този проблем. Тя се прилага по различен начин във всяка държава. В САЩ Закона за подпомагане търговската адаптация (Trade Adjustment Assistance Act) има за цел да осигури компенсация за работниците, които са пряко засегнати от споразуменията за международна търговия. Въпреки това остава въпросът дали тези политики носят сигурност и достатъчна компенсация.
Стратегия за политика
Несигурността по отношение на бъдещето на определен сектор или група е основната черта на аутсорсинга, която оказва влияние върху воденето на политики. Несигурността относно бъдещите условия влияе на подхода на правителството към различни аспекти на дългосрочни политики.'
Стратегия за качеството на живот
Несигурността по отношение на местната производителност поражда опасения относно важен елемент от управлението, което води до устойчиво регионално развитие. Помагайки на безработните да се върнат в работната сила и да се възползват от възможности, при които има голямо търсене на работна ръка – чрез програми за преквалификация например, правителството трябва също да се справи със социално-икономическите проблеми и други тревоги, свързани с качеството на живот, които загубилите работата си имат. Негативният ефект на аутсоринга върху качеството на живот вече е привлякло огромно обществено внимание. Възможността за износ на производство прави местния пазар на труда международен, създавайки работни места, за които преди не се бореха работещи от други страни. В резултат комбинацията от ниски заплати и безработица в определени сфери подтиква губещите от този процес да започнат ожесточен политически дебат на тази тема. Синдикатите в ЕС успяват да поддържат политика на протекционизъм през 70-те и 80-те години на 20 век. Заинтересованите кръгове, които са против аутсорсинга, са по-активни в изразяването на недоволството си, тъй като негативният резултат от това явление е концентриран върху определени групи от хора, и по-конкретно тези, които губят работата си заради външна конкуренция, докато ползите от него се простират из цялото население. Ниските цени, по-доброто качество и по-голямото разнообразие от стоки на местния пазар са някои от ползите от използването на сравнителните предимства на една страна чрез износ на производство. Обратно на тези, които се считат за губещи от този феномен, тези, които имат изгода от аусторсинга, не са мотивирани да се организират и да изразят подкрепата си. Наблюдава се вълна от протекционизъм, породен от промените в социалната система, породени от глобализацията и аутсорсинга. Според активистите се наблюдава преструктуриране на системата от класове и увеличава пропастта между богати и бедни, като различни групи се адаптират по различен начин в аутсорсинг системата. Противниците на аутсорсинга изтъкват като причина, че износът на производство е заплаха за местната традиция. В подкрепа на довода за културна дисинтеграция е стандартизацията на практиките и нормите, след като мултинационални компании навлизат в индустрии в региони, които са с различна култура от тази на страната, където се намира компанията майка.

## Последствия
Износът на производство допринася за допълнително изравняване на различията в развитието на различните страни, тъй като то води до тенденции за индустриализация в южните страни и деиндустриализация в северните.
Макар и аутсорсингът да промотира преместване на производството от северните към южните райони, той не е единствената причина за този тренд. Деиндустриализацията в по-развитите икономически и технологично страни е предизвикано и от по-голяма продуктивност на индустрията.
Увеличението в индустриалната ефикасност, което е присъщо за развитието в по-напредналите страни, е предизвикано от технологичните подобрения, които намаляват нуждата от работна ръка. Въпреки че те не намаляват пряко нивото на заетост, а по-скоро водят до повече произведена продукция за единица време, те могат непряко да предизвикат по-малка нужда от работна ръка за определени нива на продукция. По същия начин по-голямото търсене на услуги като здравеопазване и такива от публичния сектор засилва процеса на деиндустриализация в страните от северното полукълбо. Тези задачи не могат да се аутсорснат, търсенето им трябва да бъде задоволено на местно ниво и на цената, която е присъща за националния пазар. В резултат се наблюдава тенденция на прехвърляне на работна ръка към тези сектори за сметка на индустрията.

## Аутсорсинг в България
България е много атрактивна дестинация за офшорен аутсорсинг. За 2006 г., тя заема 9-о място в класацията на A.T.Kearney, с което е единствената страна в Европа, която попада в десетката. През 2010 г. България все още запазва лидерското си място в Европа, но вече е 13-а в същата класация. През 2010 България е на първо място в Европа и на друга класация по темата – тази на Gartner. През 2016 г. страната ни заема 12-о място в класацията на A.T.Kearney, като единсвената държава в Европа, с по-предна позиция, е Полша. Силно развити аутсорсинг отрасли в страната са:
- Информационни и комуникационни технологии
- поддръжка на клиенти/call&support центрове
- маркетинг и PR (Връзки с обществеността)
- кинопродукции
- шивашка и обущарска индустрии
- оръжейна индустрия

Факторите, които могат да направят България по-привлекателно място за аутсорсинг и офшоринг, са инфраструктурата, бизнес средата, наличието на достъп до публично и частно финансиране, човешкият капитал и търсенето на международното и местно ниво. Очакванията на трудовия пазар в България през 2016 година са свързани именно с разрастване на компаниите в аутсорсинг секторите. Все повече големи компании поглеждат към страната ни, търсейки трудоспособни кадри с отлични умения във владеенето на английски и други европейски езици.

## Българска аутсорсинг асоциация
БАА е браншова организация, която си поставя за цел да обедини интересите на компаниите, които предоставят услуги в областта на аутсорсинга, да повиши конкурентността на средата и създаде допълнителни условия за привличане на чуждестранни инвеститори в сектора.
Асоциацията включва компании от всички сфери на индустрията, в които е развит аутсорсингът: управлението на бизнес процеси, управлението на ИТ процеси, процеси по управление на знанието.